# دسی آرناز جونیور
دسی آرناز جونیور (انگلیسی: Desi Arnaz Jr.؛ زادهٔ ۱۹ ژانویهٔ ۱۹۵۳) یک هنرپیشه و موسیقی‌دان اهل ایالات متحده آمریکا است. وی از سال ۱۹۵۷ میلادی تاکنون مشغول فعالیت بوده‌است.
از فیلم‌ها یا برنامه‌های تلویزیونی که وی در آن نقش داشته است می‌توان به یک عروسی اشاره کرد.